# Массон, Чарльз
Чарльз Массон (настоящие имя и фамилия — Джеймс Льюис) (англ. Charles Masson; 16 февраля 1800,Лондон — 5 ноября 1853, Эдмонтон, Большой Лондон, Мидлсекс) — британский исследователь, солдат Британской Ост-Индской компании, первопроходец в области археологии и нумизматики . Первый европеец, открывший руины древнеиндийского города, одного из главных центров хараппской цивилизации (3 тыс. — XVII—XVI вв. до н. э.) Хараппы в Пенджабе (ныне в Пакистане). Нашёл древний город Александрию Кавказскую (современный Баграм), основанный Александром Македонским в марте 329 г. до н. э.. Открыл ныне вымерший язык, известный как Кхароштхи.

## Биография

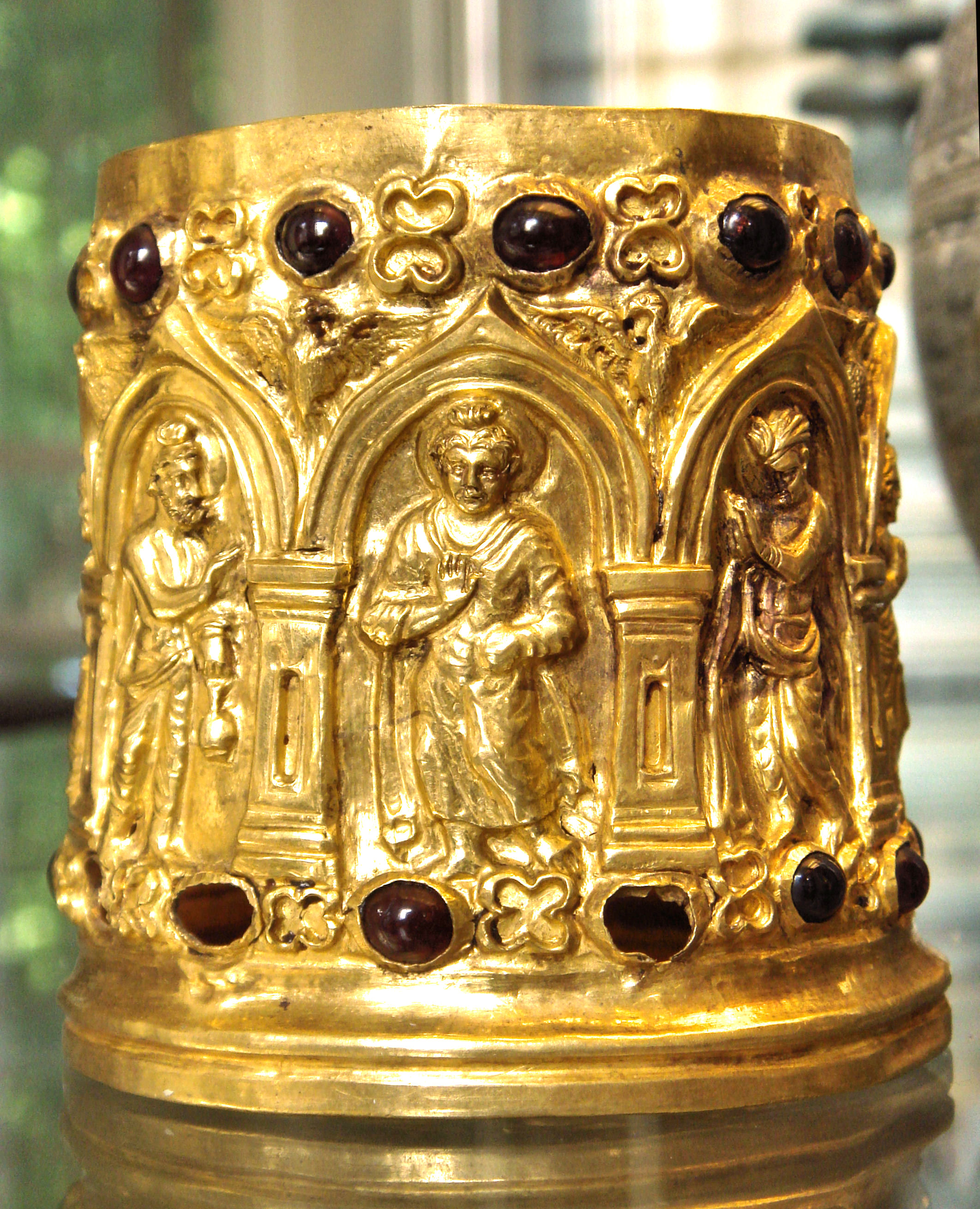
Бимаранская шкатулка или реликварий, выставленная в Британском музее, с изображением Будды в окружении Брахмы (слева) и Шакры (справа), найденная Чарльзом Массоном между 1833 и 1838 г.

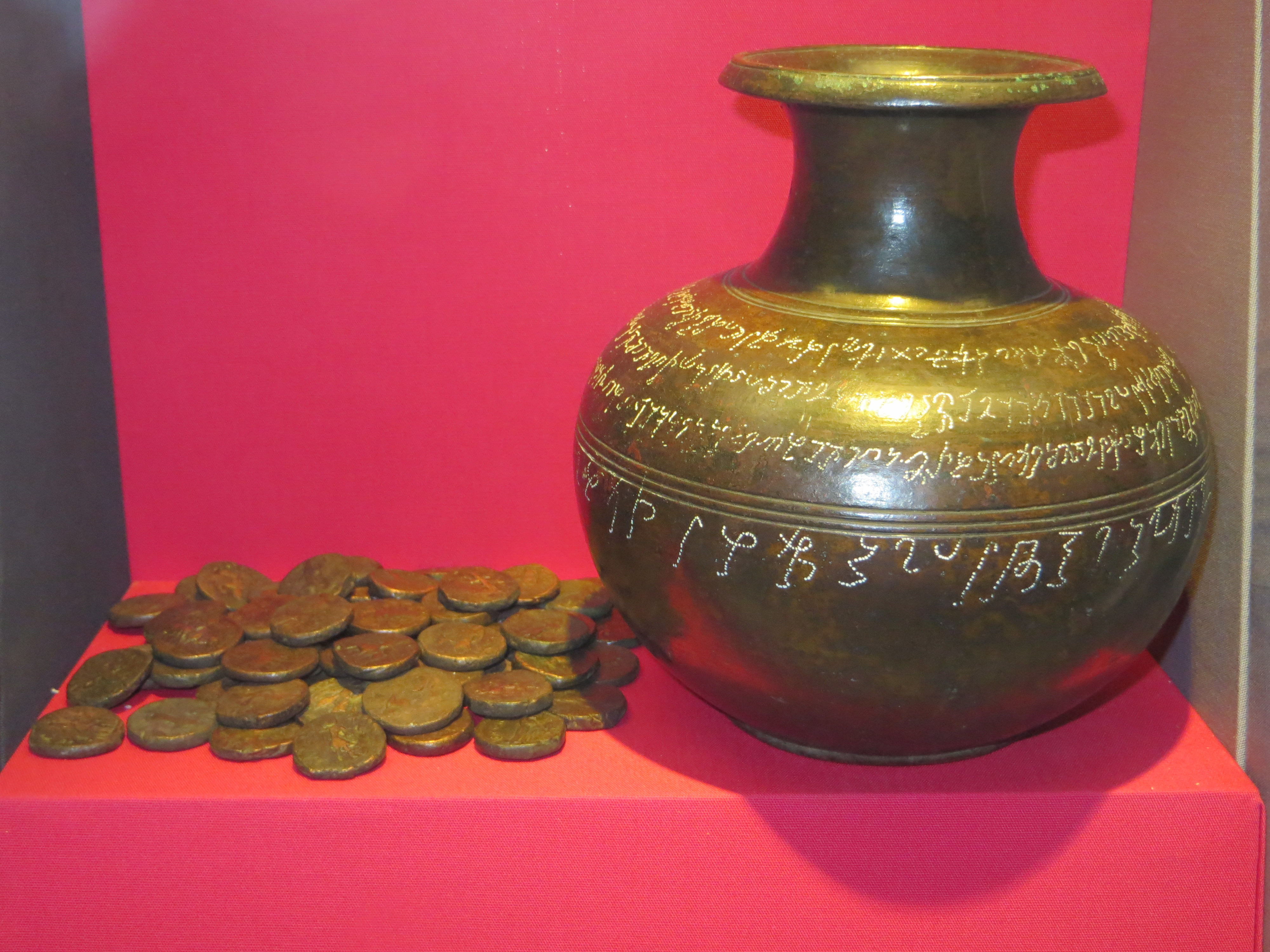
Ваза Вардак II века с надписью на Кхароштхи

Ходил в школу в Уолтемстоу и, по-видимому, получил хорошее образование, так как знал латынь и греческий язык, бегло говорил по-французски. Работал клерком в Лондоне, прежде чем ссора с отцом побудила его записаться пехотинцем в армию Британской Ост-Индской компании в октябре 1821 года. Отплыл в Бенгалию в январе 1822 года и с июля того же года служил в третьем отряде первой бригады Бенгальской европейской артиллерии. Участвовал в осаде Бхаратпура в январе 1826 года.
Находясь в Агре в июле 1827 года, дезертировал с другом-солдатом, взял имя Чарльз Массон и пешком путешествовал с ним по тем частям региона Пенджаб, которые тогда не были ещё под британским контролем. Пересёк пустыню Биканер в Раджастхане к реке Инд, повернув на северо-восток, чтобы следовать её течению вверх по реке на независимую территорию сикхов. Массон в одиночку отправился в Пешавар и через Хайберский проход в Афганистан. В его отчете о своих путешествиях (1842) прослеживается трехлетний маршрут Массон из Кабула в Кандагар, а затем обратно в Инд, в Лахор и снова вниз по реке в Карачи, откуда он отплыл в Бушир (Бушер) в Персидском заливе. В Бушире убедил чиновников Британской Ост-Индской компании, что он американец из Кентукки, который десять лет путешествовал из Соединенных Штатов через Европу и Россию в Афганистан и Иран.
Во время пребывания в Ахмадпур-Исте его спас американский путешественник Иосия Харлан и нанял в качестве конного денщика в его экспедиции по свержению режима в Кабуле. Через некоторое время возле Дера-Гази-Хана Массон оставил экспедицию Харлана и бежал.
Массон был первым европейцем, увидевшим руины Хараппы в Пенджабе, и описал и проиллюстрировал их в своей книге «Рассказ о различных путешествиях в Белуджистане, Афганистане и Пенджабе» . Он также побывал в Северо-Западную пограничной провинции и Белуджистане в качестве агента Ост-Индской компании.
Участник Первой англо-афганской войны 1838 года.

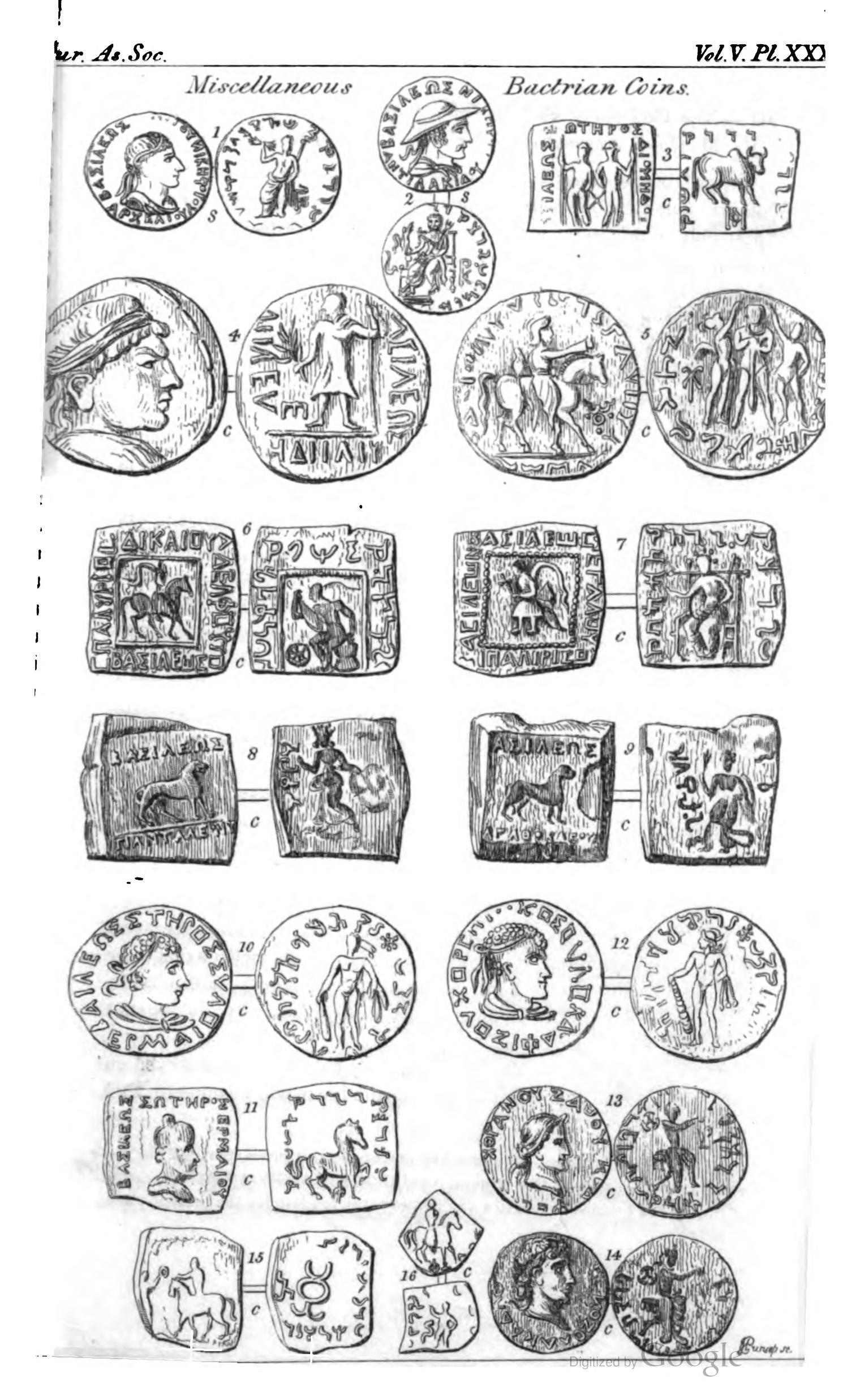
Бактрийские монеты Массона, Журнал Азиатского общества Бенгалии, 1836 г.

Между 1833 и 1838 годами Массон раскопал более 50 буддийских памятников вокруг Кабула и Джелалабада на юго-востоке Афганистана, собрав большую коллекцию мелких предметов и множество монет, в основном с места расположения древней Александрии Кавказской, к северу от Кабула. По оценкам, с 1827 года, когда он дезертировал, до своего возвращения в Англию в 1842 году Массон собрал около 47 000 монет.

## Избранные публикации
- 1842 Narrative of various journeys in Balochistan, Afghanistan, and the Panjab, 4 vols. Richard Bentley, London, reprinted 1844, 2001 (Munshiram Manoharlal Publishers, ISBN 978-8121510332).
- 1843 Narrative of a journey to Kalât, including an insurrection at that place in 1840; and A Memoir on Eastern Balochistan, Richard Bentley, London.
- 1848 Legends of the Afghan countries, in verse, James Madden, London.